# 采利伊夫
49°9′24″N 26°0′55″E / 49.15667°N 26.01528°E
采利伊夫（烏克蘭語：Целіїв）是位於烏克蘭西部特諾皮爾州裏喬爾特基夫區的村莊，處於泰納河畔，分別距離舊尼日比羅克0.5公里和烏維斯拉1.5公里，始建於1458年，面積5.18平方公里，2001年人口1,403。